# Ferdinando van Bourbon-Sicilië
Ferdinando Maria Andrea Alfonso Marcus van Bourbon-Sicilië, hertog van Castro, (Podzamcze, 28 mei 1926 - Draguignan, 20 maart 2008) was een prins uit het huis Bourbon-Sicilië.
Hij was het tweede kind en de zoon van Reinier van Bourbon-Sicilië en diens nicht Carolina de Saryusz de Zamosc-Zamoyska. Hij woonde het grootste gedeelte van zijn leven in Frankrijk en diende als eerste lid van het huis Bourbon-Sicilië in het Franse leger. Hij was hoofd van het huis Bourbon-Sicilië vanaf 1973, toen zijn vader overleed, en werd daarmee de jure Ferdinand IV, koning der Beide Siciliën en Jeruzalem. Hij was grootmeester van de Heilige Militaire Constantinische Orde van Sint-Joris, de Napolitaanse obediëntie van deze orde (de Parmezaanse obediëntie valt onder het huis Bourbon-Parma).
Hij trouwde op 23 juli 1949 met Chantal de Chevron-Villette (10 januari 1925-24 mei 2005), een huwelijk dat in 1950 werd erkend door de toenmalige chef van het huis, Ferdinand van Bourbon-Sicilië (1869-1960). Het paar kreeg de volgende kinderen:
- Beatrice (1950) huwde met Charles Napoléon Bonaparte
- Anne Marie (1957) huwde met Jacques Cochin
- Carlo (1963), huwde met Camilla Crociani.

Na zijn dood, volgde Carlo hem op als hoofd van het huis en grootmeester van de Orde.